# Grand Prix automobile de l'Eifel
Le Grand Prix automobile de l'Eifel (en allemand : Eifelrennen, autrefois appelée Eifelrundfahrt), est une course automobile allemande organisée pour la première fois en 1922 par l'ADAC dans la région de l'Eifel.
La course s'est déroulée de 1922 à 1926 sur un tracé de 33,2 km sur des voies publiques recouvertes de gravier de l'Eifel. Le circuit part alors de la ville de Nideggen et passe par Wollersheim, Vlatten, Heimbach, Schmidt et Brück. Avec 86 virages à surmonter et 265 mètres de dénivelée, l'Eifelrennen ressemblait à la course sicilienne de la Targa Florio. En 1927, l'épreuve se déplace sur le colossal circuit du Nürburgring, alors long de 28 km car composé des deux boucles nord et sud.

## Histoire

### Débuts de l'Eifelrennen sous le nom d'« Eifelrundfahrt » à Nideggen
La première édition de l'Eifelrennen a lieu le 15 juillet 1922 sous le nom d'« Eifelrundfahrt » et démarre du parking au pied du château de Nideggen. Plusieurs catégories de voitures sont au départ : sport, tourisme et course ; toutes engagées par des pilotes privés puisque les pilotes d'usine n'existent pas encore. Les stands sont placés dans le champ du château. Les concurrents pouvaient passer la nuit au château. Lors du départ de la première course, la pluie qui s'était abattue avait noyé le circuit, le rendant boueux. Les gagnants, Fritz et Hans von Opel ont parcouru les cinq tours, couvrant ainsi 166 kilomètres en 2 h 19 min 30 s. Les pilotes motocyclistes étaient tous dans l'obligation de pédaler, y compris les pilotes d'engins de 1,5 à 2 ch. C'est Kurt C. Volkhart (de), un Allemand habitué des courses de côte qui l'emporte en deux tours (66,4 km). Parmi les pilotes de voiture, on recense le futur champion d'Europe des pilotes Rudolf Caracciola, venu sur une Fafnir, achetée par son oncle à Aix-la-Chapelle. 
En 1923, la course est annulée à cause des protestations contre l'occupation de l'Allemagne à la suite de la Première Guerre mondiale.
La seconde édition de l'Eifelrundfahrt se déroule donc du 17 au 19 juillet 1924, sur trois jours. Le premier jour, il pleut, la course des motos est remportée par Franz Bieber sur une BMW. Le deuxième jour, la pluie se transforme en orage mêlé de grêle. Wetzka et Haide, deux viennois remportent la course du jour en 10 tours (330 km) parcourus en 5 h 10.
La troisième Eifelrundfahrt, est disputée entre le 18 et le 20 juin 1925 et coûte à l'Allemagne 70 000 marks, une très grande somme d'argent à l'époque. Une lutte s'engage entre un pilote italien et un autre de Cologne. L'italien remporte la course, laquelle a fait trois victimes. Gustav Münz, qui pilotait une Ford T modifiée a dû interrompre à plusieurs reprises la course pour cause de blessure.
La quatrième Eifelrundfahrt, disputé een 1926 est remportée dans un premier temps par Gustav Münz, mais, après examination des résultats le pilote Felten est déclaré vainqueur. Toutefois, le jury remercie Henry Ford en lui envoyant une carte postale.

### 1927: création de l'Eifelrennen sur le Nürburgring
Plutôt que d'emprunter des voies publiques qu'il faut fermer à la circulation, l'épreuve se déplace sur le récent Nürburgring, construit entre 1925 et 1927.

#### Premier course sur le circuit complet

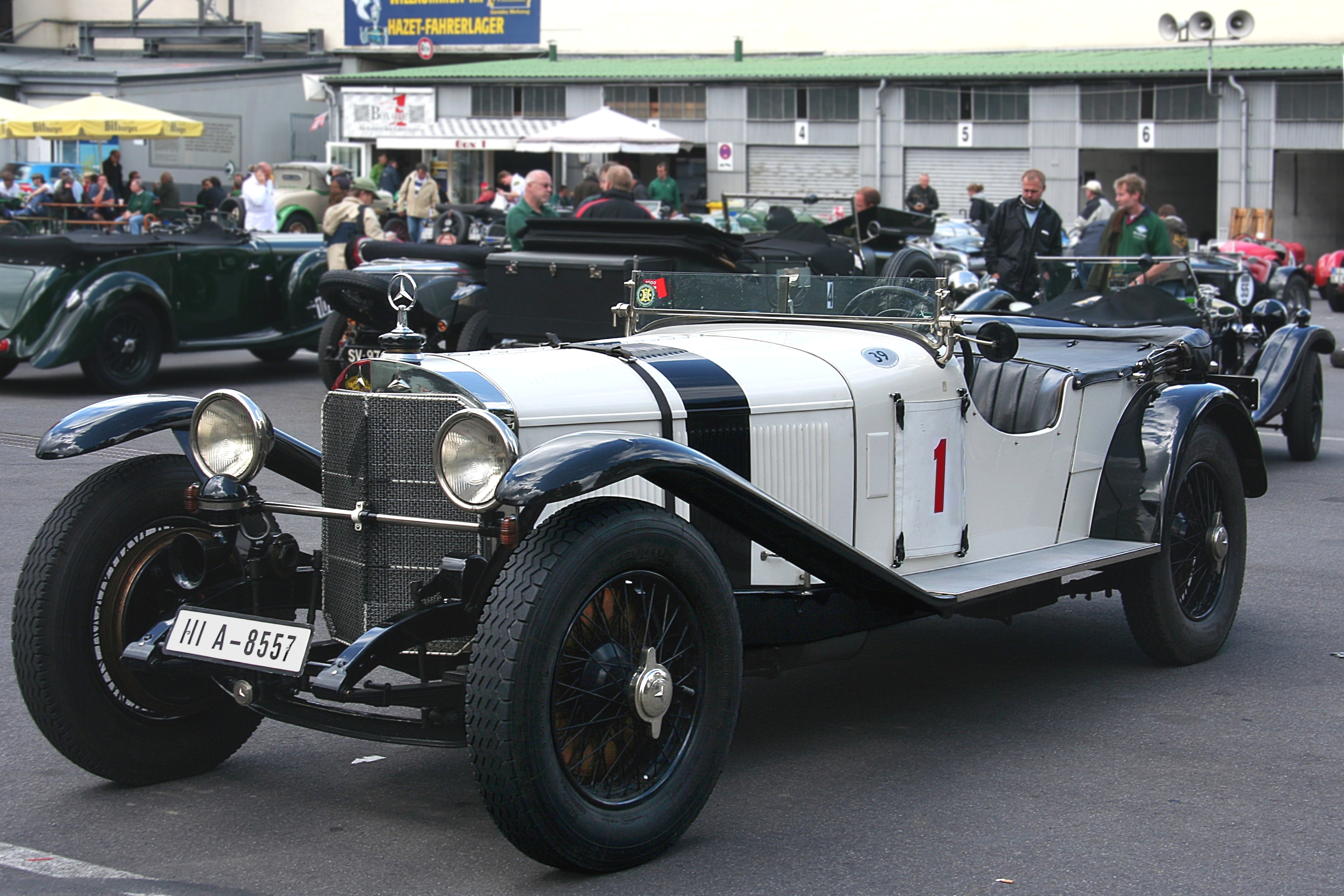
Une Mercedes-Benz S, comme celle avec laquelle Rudolf Caracciola l'emporta en 1927.

Les 18 et 19 juin 1927, la nouvelle « Gebirgs- und Prüfstrecke » ainsi que l'« Eifelrennen » sont inaugurés, et des courses de motocyclettes sont organisées le samedi et le dimanche. La course de voitures de sport de plus de 5 litres est remportée par Rudolf Caracciola qui, sur une Mercedes-Benz S, parcourt les douze tours du Nürburgring complet (340,8 km) en 3 h 33 min 21 s 0, soit, une vitesse moyenne de 96,5 km/h. Le plus rapide des pilotes moto, Toni Bauhofer, qui court dans la catégorie des plus de 500 cm3 parcourt les six tours (169,8 km) sur sa BMW en 1 h 53 min 4 s soit 89,2 km/h. Un des participants, est Toni Ulmen (un Allemand qui se distinguera jusque dans les années 1950), il remporte la classe 350 cm3 Velocette en 1 h 40 min 51 s 0.

#### Depuis 1928: l'alternance entre les boucles nord et sud
Dès 1928, l'Eifelrennen, qui se dispute au printemps, pour les voitures comme pour les motos ne se déroule plus sur le tracé complet du Nürburgring de 28 km, mais en alternance entre la boucle sud (1928-1931, 1958-1968) et la boucle nord.

### Naissance des Flèches d'Argent à l'Eifelrennen
L'Eifelrennen 1934, a vu naître l'histoire des Flèches d'Argent. D'après la légende, les Mercedes seraient arrivées sur le circuit trop lourdes de 4 kg à la suite de la monte d'un système de refroidissement. Pour repasser sous la limite de poids des 750 kg de la Formule 750, les mécaniciens Mercedes grattent la peinture de la carrosserie toute la nuit précédant la course et gagnent 6 kg sur la balance. Les voitures arborent désormais une carrosserie de couleur métal argenté. Toutefois, comme trop peu de concurrents pouvant se conformer à la règle des 750 kg étaient présents, la course se dispute finalement selon les règles de la Formule Libre, laissant planer un doute sur la véracité de l'histoire. Le vainqueur de la course dans la catégorie des voitures de plus de 1 500 cm3 est Manfred von Brauchitsch, l'homme qui souffla l'idée de poncer la peinture, avec sa Mercedes-Benz W25. Il parcourt les 15 tours (342,150 km en 2 h 47 min 36 s 4.

### Boycott en 1974

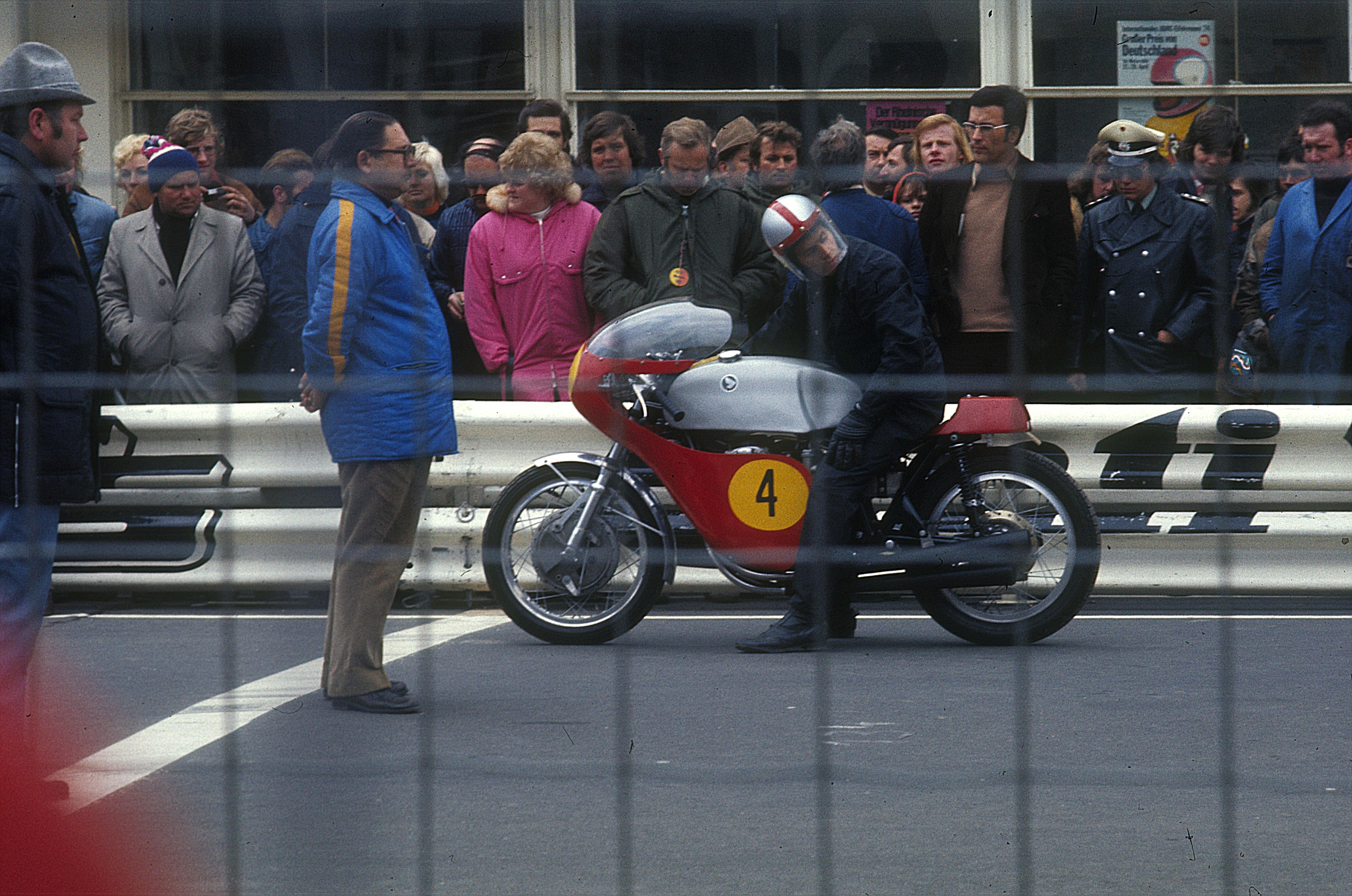
Boycott au départ.

L'Eifelrennen 1974 aurait dû voir le départ en alternance des voitures et des motos. Cependant, les motocyclistes ont boycotté le départ, se plaignant de la sécurité : les ballots de paille pour protéger les coureurs risquent facilement de s'enflammer et pourraient également être plus dangereux que protecteurs pour les pilotes moto en cas de collision ; tout comme les glissières. En effet, l'Anglais Bill Henderson, s'est gravement blessé sur le circuit. Seuls quelques pilotes ont pris le départ. Cet évènement mit fin aux courses avec le départ mixte des motos et des voitures.

### Annulé à cause de la neige
L'Eifelrennen 1985 aurait dû être une course de Formule 3000, avec quinze voitures au départ et des pilotes tels que Christian Danner ou Emanuele Pirro. Alors que la course se déroule en mai, d'importantes chutes de neige empêchent l'accès au circuit, annulant du coup l'épreuve. L'ADAC a estimé ses pertes à un demi-million de Deutsche Mark.

### Aménagements depuis 1985
Depuis 1986, l'Eifelrennen est devenue le théâtre de courses de voitures de sport de série, de DTM ou de voitures du groupe C.
Après une pause de quatre ans, l'ADAC, organisateur de l'Eifelrennen, a décidé d'organiser des courses de voitures historiques pour la première fois, un rendez-vous traditionnel relevant à la fois de la compétition sportive et de démonstration pour le public.

### 2011: arrivée d'un nouvel organisateur
L'Eifelrennen sera dès 2011 gérée par les organisateurs de l'Oldtimer Festival avec la collaboration du club local de Düsseldorf : le Düsseldorfer Automobil- und Motorsport-Club 05. Comme dans les années 1970, la course verra le départ en alternance des voitures et des motos.

### 2020: retour de la Formule 1 au Nürburgring
Le 24 juillet 2020, en raison d'un calendrier très fortement perturbé par la pandémie de Covid-19, la Formula One Management annonce le retour de la Formule 1 sur le Nürburgring, dont la dernière course a eu lieu en 2013, à l'occasion de l'Eifelrennen 2020 le 11 octobre 2020 .

## Palmarès
| Année     | Vainqueur                   | Voiture           | Circuit     | Catégorie du vainqueur       | Résultats |
| --------- | --------------------------- | ----------------- | ----------- | ---------------------------- | --------- |
| 1922      | Kurt C. Volkhart (de)       | Steiger (de)      | Monts Eifel | Voiture de plus de 18 ch     | Résultats |
| 1923      | Non couru                   | Non couru         | Non couru   | Non couru                    | Non couru |
| 1924      | Wetzka Haide                |                   | Monts Eifel |                              | Résultats |
| 1925      | NN                          |                   | Monts Eifel |                              | Résultats |
| 1926      | Robert Felten               | Mannesmann        | Monts Eifel |                              | Résultats |
| 1927      | Rudolf Caracciola           | Mercedes-Benz     | Nürburgring | Sport (+ 5,0 L)              | Résultats |
| 1928      | Otto Spandel                | Steyr             | Nürburgring | Sport (+ 3 L)                | Résultats |
| 1929      | H. Metz                     | Impéria           | Nürburgring | Sport (+ 3 L)                | Résultats |
| 1930      | Heinrich-Joachim von Morgen | Bugatti           | Nürburgring | Formule Grand Prix (+ 1,5 L) | Résultats |
| 1931      | Rudolf Caracciola           | Mercedes-Benz     | Nürburgring | Formule Grand Prix           | Résultats |
| 1932      | Rudolf Caracciola           | Alfa Romeo        | Nürburgring | Formule Grand Prix (+ 1,5 L) | Résultats |
| 1933      | Tazio Nuvolari              | Alfa Romeo        | Nürburgring | Formule Grand Prix (+ 1,5 L) | Résultats |
| 1934      | Manfred von Brauchitsch     | Mercedes-Benz     | Nürburgring | Formule Grand Prix (+ 1,5 L) | Résultats |
| 1935      | Rudolf Caracciola           | Mercedes-Benz     | Nürburgring | Formule Grand Prix (+ 1,5 L) | Résultats |
| 1936      | Bernd Rosemeyer             | Auto Union        | Nürburgring | Formule Grand Prix (+ 1,5 L) | Résultats |
| 1937      | Bernd Rosemeyer             | Auto Union        | Nürburgring | Formule Grand Prix           | Résultats |
| 1938      | Non couru                   | Non couru         | Non couru   | Non couru                    | Non couru |
| 1939      | Hermann Lang                | Mercedes-Benz     | Nürburgring | Formule Grand Prix           | Résultats |
| 1940-1949 | Non couru                   | Non couru         | Non couru   | Non couru                    | Non couru |
| 1950      | Fritz Riess                 | AFM               | Nürburgring | Formule 2                    | Résultats |
| 1951      | Paul Pietsch                | Veritas           | Nürburgring | Formule 2                    | Résultats |
| 1952      | Rudi Fischer                | Ferrari           | Nürburgring | Formule 2                    | Résultats |
| 1953      | Emmanuel de Graffenried     | Maserati          | Nürburgring | Formule 2                    | Résultats |
| 1954      | Karl-Günther Bechem         | Borgward          | Nürburgring | Voitures de sport (+1,5 L)   | Résultats |
| 1955      | Juan Manuel Fangio          | Mercedes-Benz     | Nürburgring | Voitures de sport (+1,5 L)   | Résultats |
| 1956      | Walter Schock               | Mercedes-Benz     | Nürburgring | Grand Tourisme (+ 2,0 L)     | Résultats |
| 1957      | Hans-Joachim Walter         | Porsche           | Nürburgring | Grand Tourisme (+ 1,6 L)     | Résultats |
| 1958      | Wolfgang Seidel             | Ferrari           | Nürburgring | Grand Tourisme (+ 1,6 L)     | Résultats |
| 1959      | Wolfgang von Trips          | Stanguellini-Fiat | Nürburgring | Formule Junior               | Résultats |
| 1960      | Dennis Taylor               | Lola-BMC          | Nürburgring | Formule Junior               | Résultats |
| 1961      | Joseph Siffert              | Lotus-Ford        | Nürburgring | Formule Junior               | Résultats |
| 1962      | Peter Warr                  | Lotus-Ford        | Nürburgring | Formule Junior               | Résultats |
| 1963      | Gerhard Mitter              | Lotus-DKW         | Nürburgring | Formule Junior               | Résultats |
| 1964      | Jim Clark                   | Lotus-Cosworth    | Nürburgring | Formule 2                    | Résultats |
| 1965      | Paul Hawkins                | Alexis-Cosworth   | Nürburgring | Formule 2                    | Résultats |
| 1966      | Jochen Rindt                | Brabham-Cosworth  | Nürburgring | Formule 2                    | Résultats |
| 1967      | Jochen Rindt                | Brabham-Cosworth  | Nürburgring | Formule 2                    | Résultats |
| 1968      | Chris Irwin                 | Lola-Cosworth     | Nürburgring | Formule 2                    | Résultats |
| 1969      | Jackie Stewart              | Matra-Cosworth    | Nürburgring | Formule 2                    | Résultats |
| 1970      | Jochen Rindt                | Lotus-Cosworth    | Nürburgring | Formule 2                    | Résultats |
| 1971      | François Cevert             | Tecno-Ford        | Nürburgring | Formule 2                    | Résultats |
| 1972      | Jochen Mass                 | March-Ford        | Nürburgring | Formule 2                    | Résultats |
| 1973      | Reine Wisell                | GRD-Cosworth      | Nürburgring | Formule 2                    | Résultats |
| 1974      | Rolf Stommelen              | Ford              | Nürburgring | Voitures de tourisme         | Résultats |
| 1975      | Jacques Laffite             | Martini-BMW       | Nürburgring | Formule 2                    | Résultats |
| 1976      | Freddy Kottulinsky          | Ralt-BMW          | Nürburgring | Formule 2                    | Résultats |
| 1977      | Jochen Mass                 | March-BMW         | Nürburgring | Formule 2                    | Résultats |
| 1978      | Alex Ribeiro                | March-Hart        | Nürburgring | Formule 2                    | Résultats |
| 1979      | Marc Surer                  | March-BMW         | Nürburgring | Formule 2                    | Résultats |
| 1980      | Teo Fabi                    | March-BMW         | Nürburgring | Formule 2                    | Résultats |
| 1981      | Thierry Boutsen             | March-BMW         | Nürburgring | Formule 2                    | Résultats |
| 1982      | Thierry Boutsen             | Spirit-Honda      | Nürburgring | Formule 2                    | Résultats |
| 1983      | Beppe Gabbiani              | March-BMW         | Nürburgring | Formule 2                    | Résultats |
| 1984–1985 | Non couru                   | Non couru         | Non couru   | Non couru                    | Non couru |
| 1986      | Hans-Joachim Stuck          | Porsche           | Nürburgring | Sport Auto Supercup          | Résultats |
| 1987      | Hans-Joachim Stuck          | Porsche           | Nürburgring | Würth Supercup               | Résultats |
| 1988      | Bob Wollek                  | Porsche           | Nürburgring | Supercup                     | Résultats |
| 1989      | Bob Wollek                  | Porsche           | Nürburgring | Supercup                     | Résultats |
| 1990      | Steve Soper                 | BMW               | Nürburgring | DTM                          | Résultats |
| 1991      | Klaus Ludwig                | Mercedes-Benz     | Nürburgring | DTM                          | Résultats |
| 1992      | Roland Asch                 | Mercedes-Benz     | Nürburgring | DTM                          | Résultats |
| 1993      | Nicola Larini               | Alfa Romeo        | Nürburgring | DTM                          | Résultats |
| 1994      | Klaus Ludwig                | Mercedes-Benz     | Nürburgring | DTM                          | Résultats |
| 1995      | Alexander Burgstaller       | BMW               | Nürburgring | STW-Rennen                   | Résultats |
| 1996      | Jörg van Ommen              | Mercedes-Benz     | Nürburgring | DTM                          | Résultats |
| 1997      | Laurent Aïello              | Peugeot           | Nürburgring | STW Rennen                   | Résultats |
| 1998      | Johnny Cecotto              | BMW               | Nürburgring | STW Rennen                   | Résultats |
| 1999      | Non couru                   | Non couru         | Non couru   | Non couru                    | Non couru |
| 2000      | Manuel Reuter               | Opel              | Nürburgring | DTM                          | Résultats |
| 2001      | Laurent Aïello              | Audi              | Nürburgring | DTM                          | Résultats |
| 2002      | Non couru                   | Non couru         | Non couru   | Non couru                    | Non couru |
| 2003      | Gianmaria Bruni             | Lola-Zytek        | Nürburgring | Formule 3000                 | Résultats |
| 2004      | Pierre Kaffer Allan McNish  | Audi              | Nürburgring | LMP1                         | Résultats |
| 2005-2019 | Non couru                   | Non couru         | Non couru   | Non couru                    | Non couru |
| 2020      | Lewis Hamilton              | Mercedes          | Nürburgring | Formule 1                    | Résultats |